# لنز کانن ئی‌اف-اس ۱۵–۸۵میلی‌متر
لنز کانن ئی‌اف-اس ۱۵–۸۵میلی‌متر (به انگلیسی: Canon EF-S 15–85mm lens) نام لنز دوربین عکاسی از نوع زوم است که توسط شرکت کانن تولید می‌شود. فاصلهٔ کانونی این لنز ۱۵ تا ۸۵ میلی‌متر، دیافراگم آن دارای ۷ تیغه و ضریب اف آن اف ۳٫۵ تا ۵٫۶ / اف ۲۲ تا ۳۸ است. این لنز در ۲۰۰۶ میلادی تولید و عرضه شده‌است.